# سيدة لطيفة (فلم 1935)
سيدة لطيفة (بالإنجليزية: Kind Lady) فيلم أمريكي درامي انتج عام 1935 من إنتاج لوسيان هاوبرد واخراج جورج سيتز، وتمثيل فرانك ألبرتسون ، بازل راثبون ، ألين مكماهون ، والقصة مقتبسة عن مسرحية تحمل نفس الاسم للكاتب المسرحي إدوارد تشودوروف.

## روابط خارجية
- سيدة لطيفة على موقع IMDb (الإنجليزية)
- سيدة لطيفة على موقع روتن توميتوز (الإنجليزية)
- سيدة لطيفة على موقع Turner Classic Movies (الإنجليزية)
- سيدة لطيفة على موقع أول موفي (الإنجليزية)
- سيدة لطيفة على موقع فيلمافينيتي (الإسبانية)
- سيدة لطيفة على موقع قاعدة بيانات الفيلم (الإنجليزية)
- سيدة لطيفة على موقع ليتربوكسد (الإنجليزية)
- سيدة لطيفة على موقع كينوبويسك (الروسية)